# Hino nacional da Escócia
Não existe nenhum hino nacional da Escócia. No entanto, existe uma complexa disputa pública sobre a canção que poderia ser o hino nacional.
Como resultado, a Escócia usa uma variedade de composições em vários papéis e com diferentes níveis de apoio para o reconhecimento.

## Possíveis candidatos
Os três candidatos mais populares para o papel, de acordo com uma sondagem de opinião são "Auld Lang Syne", "Flower of Scotland" and  "Scotland the Brave", mas várias outras canções como "Scots Wha Hae", "A Man's a Man for a' that", "Freedom Come-All-Ye, Both sides the Tweed", "Caledonia", "I'm Gonna Be (500 Miles)" and "Highland Cathedral" tem algum nível de apoio comum